# Savojska križarska vojna
Savojska križarska vojna je bila križarski pohod na Balkan  leta 1366–1367. Načrt za pohod, ki je kasneje pripeljal do aleksandrijske križarske vojne, je naredil papež Urban V. Vodil ga je grof Amadej VI. Savojski in je bil usmerjen proti rastoči moči Osmanskega cesarstva v vzhodni Evropi. Pohod, v katerem naj bi sodelovala tudi Ogrsko kraljestvo in  Bizantinsko cesarstvo, se je iz napada na Turke sprevrgel v napad na Drugo bolgarsko cesarstvo. Križarji so dosegli le nekaj manjših pridobitev, ki so jih prepustili Bizantincem. Osvojili so nekaj ozemlja okoli Konstantinopla in na Galipoliju, ki so ga Turki ponovno pridobili v naslednjih manj kot petih letih. 
Zgodovinar Nicolae Iorga, ki je opazil, da je bilo več pozornosti posvečene Bolgarom kot Turkom, je trdil, da "je bil pohod bolj kot pohodu podoben lahkomiselnemu dejanju". Zavetje Galipolija je bilo po mnenju Oskarja Haleckega kljub temu "prvi uspeh kristjanov v boju za obrambo Evrope in hkrati zadnja velika krščanska zmaga [nad Turki] v vsem 14. stoletju".

## Priprave

### Zaobljube
Na Veliki petek 31. marca 1363  sta kralja Francije in Cipra, Ivan II. Francoski in Peter I. Ciprski, izrekla križarsko zaobljubo, da bosta šla v Sveto deželo, in prejela od papeža Urbana V. znamenje križa (signum crucis), da si ga prišijeta na svoja oblačila kot znak zaobljube. Zaobljuba je pomenila začetek savojske križarske vojne.  Ivan  II. ni nikoli izpolnil svoje zaobljube, Peter I. pa v Amadejevem podvigu sploh ni sodeloval. Slednji je dal svojo križarsko zaobljubo, tudi pred Urbanom V., verjetno 19. januarja 1364, ko je bil v Avignonu zbor regionalnih magnatov, da bo ustanovil zvezo (colligatio) proti roparskim svobodnim najemnikom. Papež je ob zaobljubi  Amadeju podelil zlato vrtnico, grof pa je ustanovil viteški Red ovratnice, ki je nadomestil njegov prejšnji in verjetno že propadli Red črnega laboda. Prvotni člani Reda ovratnice so bili predani Amadejevi  privrženci, pogosto njegovi sorodniki, ki so se  verjetno obljubili,  da ga bodo spremljali v križarsko vojno. Vsi, razen dveh, ki sta bila bolna, so odpotovali na vzhod. Red in križarski pohod ata bila posvečena Devici Mariji. Rok za odhod križarske vojske je bil 1. marec 1365, čeprav je papež pričakoval, da bosta Peter Ciprski in Amadej Savojski odšla že prej. Pričakovanega roka se ni držal nihče. Ciprski kralj je Benetke zapustil šele 27. junija 1365.
Maja 1363 je papež Urban V. k križarski vojni proti Turkom pozval še Ludvika I. Ogrskega in kralj je pozimi 1364–1365 pripravljal vojsko za veliko ofenzivo, katere cilj je bil izriniti Turke iz Evrope. Januarja 1365, kot so poročali v Benetkah, je bilo v Provansi zbranih deset galej, namenjenih Ludvikovi vojski. Ludvik je pozval križarje, naj podprejo Zadar in Dalmacijo in spomladi napadel, toda ne turške Rumelije, ampak severno Bolgarijo, ki ji je takrat vladal drugi carjev sin Ivan Sracimir. Osvojil in zasedel je Vidin in Sracimirja odpeljal na Ogrsko. Njegov pohod se je končal dovolj zgodaj, da je lahko sodeloval z Amadejem pri skupnem napadu na Turke spomladi 1366.

### Financiranje pohoda
Urban V. si je resno namenil financirati Amadejevo odpravo z nizom sedmih papeških bul, ki so omogočile različne nove vire prihodkov. V naslednjih šestih letin naj bi bile vse "nezakonito pridobljene koristi", pridobljene s tatvino, ropom ali oderuštvom, ki jih ni bilo mogoče povrniti (žrtvam), uporabljene za financiranje križarske vojne. Nadalje naj bi se "vse doslej neporabljene zapuščine, darila, zaplembe, globe in kazni, ki so bile zapuščene, dane, dodeljene ali zaračunane pro dicto passagio et Terre Sancte subsidio [za prehod v Sveto deželo in njeno blaginjo] v grofiji Savoji in njenih podrejenih območjih za preteklih dvanajst let in za naslednjih šest" dodelile grofu za njegov pohod. In končno naj bi Cerkev za financiranje vojne prispevala desetino svoje desete. Izjema so bili duhovniki, ki so dobili dovoljenje, da se sami odpravijo na pot.

### Vojska
V začetku leta 1366 je bil Amadej v Savoji in zbiral svojo vojsko. Več kot polovico vojske so sestavljali dedni vazali savojskega grofa in skoraj nobena družina iz njegovih dominionov ni bila brez vsaj enega predstavnika. Med križarji je bil tudi angleški vitez Richard Musard. 
Na pohodu do Benetk je bila vojska organizirana v tri bataljone pod vrhovnim poveljstvom maršala Gasparda de Montmayeurja. Prvega so vodili Amadeus, Gaspard, Aymard de Clermont ter brata Guy in Jean de Vienne, drugega Étienne de la Baume, oče de Basset (verjetno Ralph Basset) in oče de Saint-Amour, tretjega in največjega pa Guillaume de Grandson, Antelme d'Urtières in Florimont de Lesparre. V slednjem so bili tudi grofovi sorodniki. 
Ker je Beneška republika vedela, da bo aleksandrijska križarska vojna škodovala njenim trgovinskim odnosom z islamskimi državami, ni hotela niti sodelovati v načrtovani križarski vojni niti vojski zagotoviti prevoza na vzhod. Pismo papeža Urbana iz marca 1365 jih ni prepričalo o nasprotnem, Amadeju pa so kljub temu obljubili  dve galeji in ne pet in dve fusti. Urban, arhitekt križarske vojne, se je o nabavi ladij pogajal z Genovo in Marseilleom. Obljube cesarja Svetega rimskega cesarstva Karla IV. niso bile nikoli izpolnjene. Križarski vojski se je pridružilo veliko svobodnih plačancev in se zbralo v Tournusu pod Arnaudom de Cervolejem. Ko so de Cervoleja 25. maja 1366 umorili, so pohod opustili.

## Pot na vzhod

### Od Savoje do Benetk
3. januarja 1366 je Amadej v Le Bourget-du-Lac v pripravah na svoj odhod imenoval svojo ženo Bonne de Bourbon za regentko v njegovi odsotnosti in svet sedmih svetovalcev, od katerih sta morala biti vsaj dva priča njenim ukazom, da bi bili učinkoviti. Papež Urban je zaradi zamude ali zaradi spremembe predlaganega cilja, ki ni bil Sveta dežela, 6. januarja 1366 preklical bule z dne 1. aprila 1364 in s tem prekinil glavni vir financiranja pohoda.  Amadej je sicer odšel protestirat v Avignon in očitno prejel papeški blagoslov za svojo avanturo, vendar so bule ostale preklicane. Grof je bil prisiljen zahtevati splošno subvencijo (davek) za čezmorsko potovanje, vendar je ta ostala nepobrana do leta 1368. Stroške pomorskega prevoza je moral pokriti s posojili (10.000 florinov) nekaterih bank v Lyonu in zastav družinskega srebra. 8. februarja se je Amadej odpravil na pot po kopnem v Benetke.
15. februarja je dosegel Rivoli in do sredine marca Pavio, kjer je vladal njegov svak Galeazzo II. Visconti. Nato se je obrnil in obiskal Saint-Jean-de-Maurienne, preden se je proti koncu maja vrnil v Pavio, kjer je bil boter pri krstu malega sina svojega nečaka Giangaleazza Giangaleazza II. Njegova sestra Bianca, mati starejšega Giangaleazza, je takrat nekaj prispevala v njegovo vojno blagajno, njegov svak pa je posodil denar in ljudi: 25.000 florinov in petindvajset vojakov, šeststo brigandov (plačancev) in šestnajst conestabiles pod njegovim nezakonskim sinom Cesarejem, ki naj bi bili prvih šest mesecev plačani na Galeazzov račun. Polovica križarske vojske pod vodstvom Étienna de la Baumeja je od tam odšla v Genovo, da bi se vkrcala na ladjo, ki jo je čakala, in jo odpeljala v Benetke. 1. junija je preostali del vojske pod poveljstvom Amadeja odšel v Padovo, kjer mu je vladajoča družina Carraresi dala na razpolago svojo palačo v Benetkah. 8. junija je Amadej z glavnino svoje vojske prispel v Benetke, kjer so mu Benečani, obveščeni, da križarska vojna ni usmerjena v Sveto deželo, ponudili dodatno pomoč, vključno z ladjami in ljudmi, če bi križarji zanje zavzeli otok Tenedos pred južnim vhodom v Dardanele. Ladje so izplule okoli 21. junija 1366.

### Plovba do Galipolija
Ladjevje je plulo ob dalmatinski obali in se ustavilo v Pulju, Dubrovniku, Krfu in nazadnje v Koroniju, ki je bil pod beneško oblastjo. Amadej je tam izvedel, da Marie de Bourbon, teto njegove žene,  v njenem gradu v Pilosu (Navarino) oblega patraski nadškof Angelo Acciaioli, ki je zasegel zemljišča njenega svaka Filipa Tarantskega. Škof je izpodbijal njeno zahtevo po Ahajski kneževini, zato sta ona in sin v začetku leta 1366 zbrala vojsko plačancev s Cipra in Provanse ter začela osvajati ozemlje kneževine, ki sta si jo lastila. Grof Savojski je bil zaprošen za arbitra. Odločil je, da se mora Marie odpovedati kakršnim koli zahtevam nad Patrasom in da mora nadškof evakuirati svoje čete iz južne Ahaje in jo prepustiti Marie v mirno posest.   
Pri Koroniju se je beneška flota, ki jo je vodil kapitan grofove galeje Antelme d'Urtières, srečala z Genovežani in oblikovala floto petnajstih ladij pod poveljstvom admirala Étienna de la Baumea. Vse ladje naj bi plule v vidnem polju druge in nobena naj ne bi plula pred grofovo. Za kršitve teh ukazov so bile predpisane globe. Za komuniciranje med ladjami so podnevi uporabljali signalne zastavice, ponoči pa luči. Znake za napad so dajali trobentači na grofovi ladji. Celotno potovanje je strogo nadziral grof Savojski.
Iz Koronija je flota nadaljevala plovbo do San Giorgia d'Albora na Hidri, od tod do Negroponta in končno do Evripa, zadnje postaje pred vstopom na osmansko ozemlje. Tam so nabavili svežo vodo, grofov zdravnik Gui Albin pa je kupil saculi pro stomaco, nekakšno razkužilo za želodec.

## Pohodi

### Galipoli
Čeprav so križarji pričakovali pomoč bizantinskega cesarja Ivana V. Paleologa, je papež nameraval  grško pravoslavno cerkev vrniti v občestvo rimskokatoliške cerkve in pod papeško nadoblast, čeprav je bil pohod namenjen osvoboditvi Bizantinskega cesarstva osmanskega pritiska. Križarji so pričakovali tudi podporo Ludvika Ogrskega, vendar so prejeli le dva kraljeva štitonoša, ki sta služila Amadeju "v bolgarskih provincah" (in partibus Burgarie). Spomladi 1366 je cesar Ivan V. odpotoval na ogrski dvor, da bi zaprosil za vojaško pomoč in v svojem imenu in v imenu svojih sinov prisegel, da se bo spreobrnil v katolištvo. 1. julija 1366 je papež Urban Ludviku podelil križarski odpustek, a mu je že 22. julija pisno za eno leto ukinil privilegije, podeljene v začetku tega meseca, s čimer je odložil pomoč Grkom do njihove vrnitve v katoliško čredo. Ludvika je prepričal, naj ne pomaga "razkolniku", vendar mu tega ni izrecno prepovedal. Ko se je Ivan V. vračal skozi Bolgarijo, ki jo je pred kratkim napadel njegov savojski zaveznik, je bil ujet in aretiran in ni mogel nadaljevati potovanja domov. V Konstantinoplu je oblast prevzel njegov sin Andronik IV., poročen s Keraco, hčerko bolgarskega carja. Omeniti je treba, da sta bila Amadej in Ivan V. prva bratranca, ker je bila Ivanova mati Ana sestra Amadejevega očeta Ajmona.
Ko je Amadej preučil razmere v Bolgariji in na turških položajih v Evropi, je s svojo floto odplul v Dardanele, kjer se mu je pridružila manjša flota Francesca I. Gattilusia, princa z Lezbosa in zeta ujetega cesarja. Savojske kronike poročajo, da so se srečali tudi z  oddelkom bizantinske vojske pod poveljstvom carigrajskega patriarha. 22. avgusta je združena križarska flota začela napad na Gelibolu (Galipoli), prvo osmansko mesto na ozemlju Evrope. Osmani so ponoči zapustili oblegano mesto in meščani so zjutraj križarjem odprli mestna vrata. Ta kratka epizoda je v primarnih virih slabo opisana. Savojci naj bi mesto in citadelo zavzeli 26. avgusta 1366. V mestu in citadeli so namestili garniziji pod poveljstvom Giacoma di Luserna oziroma Aimoneja Michaeleja. Slednji ni bil odgovoren samo za obrambo Galipolija, temveč tudi za varovanje vhoda v ožino. 27. avgusta je bil na zahod poslan glasnik  z novicami o grofovi "prvi in najbolj slavni zmagi proti poganskim Turkom".
Kronike razlagajo hiter uspeh Savojcev s turškim umikom, znano pa je tudi, da je grof 12. septembra v Beyoğluju (Pera) v Konstantinoplu pripravil pogreb več svojih mož, ubitih v napadu na Galipoli, vključno s Simonom de Saint-Amourjem  in Rolandom de Veissyjem. Oba sta bila viteza Reda ovratnice. Za pogreb Girarda Mareschala iz Savoje in Jeana d'Yverdona iz Vaudoisa je bilo plačanih enainosemdeset voščenih bakel in miloščina. Nevihta v Marmarskem morju je preprečila, da bi preostanek križarske vojske  zapustil Gelipoli. Ladje so v Konstantinopel priplule 4. septembra in pristale v  genovski  mestni četrti, kjer je ostala večina grofovih mož. Nekateri so prenočili  tudi v beneški četrti. Amadej je zase kupil neopremljeno hišo v ožjem mestu in ob vseh drugih stroških izplačal tudi trimesečno plačo svojemu tolmaču Paulu. 

### Bolgarija
Iz Konstantinopla je Amadej poslal svoje odposlance k Ivanu V., ki je bil očitno v Vidinu. Zdi se, da ga je cesar prosil za posredovanje, da bi ga osvobodili in bi se lahko vrnil v svojo prestolnico. 
Cesarica Helena Kantakuzena je savojskemu grofu ponudila denar za vojaški pohod v Bolgarijo. Četudi Amadej ni imel papeževe privolitve za napad na sokristjane Bolgare, sicer pravoslavne, je v Konstantinoplu pustil kontingent svojih vojakov in 4. oktobra odplul na črnomorsko obalo Bolgarije. V dveh dneh so dosegli pristanišče Lorfenal in nato Sozopol, ki naj bi bil bizantinski, takrat pa je bil verjetno bolgarski. V mestu ni bilo nobenega spopada, zato ni jasno, ali se je mesto predalo ali so ga preprosto obšli. Stroškovnik  Amadeja VI. kaže, da je bil v Sozopolu  od 17. do 19. oktobra, a je morda le taboril zunaj njegovega obzidja. Amadej je morda zavzel Burgas in 20. oktobra Nesebăr (Mesembrija) in njegovo citadelo. Po trdem odporu, v katerem so padli številni krščanski vitezi in oprode, so se Mesembrijci vdali. Sledil je pokol, v katerem ni bilo prizaneseno niti ženskam in otrokom, mesto pa je bilo izropano. Nato je bilo zavzeto še Pomorie, ki so ga Savojci imenovali Lassillo ali l'Assillo, in morda tudi Makropol in Stafido in Savojci so zdaj obvladovali cel Burgaški zaliv.
V sedanji obalni regiji Dobrudži je bila v tistem času napol neodvisna kneževina Karvuna, mejna marka Bolgarskega cesarstva, v kateri je vladal Dobrotica. Njeno glavno mesto je bila Varna. 25. oktobra so križarji pristali pred Varno in meščanom poslali delegacijo s pozivom k predaji. Meščani so poziv zavrnili in hkrati obljubili, da bodo poslali delegacijo k carju Ivanu Šišmanu v Veliko Trnovo s prošnjo, da osvobodi bizantinskega cesarja. V Vidinu takrat ni vladal Ivan Šišman, ampak njegov brat Sracimir. Medtem ko so Varnanci oskrbovali križarsko vojsko, se je med Varno in Velikim Trnovim izmenjalo več delegacij. Amadej je v želji, da bi okrepil svoj pogajalski položaj, napadel in zavzel Emono,  trdnjavo na rtu Emine malo južno od Varne. Po kapitulaciji so se Emonci uprli. Po zadušitvi upora je Amadej tam vzpostavil garnizijo in se vrnil v Varno.
Ker so se mirovna pogajanja med Varno in savojskim grofom zavlekla, je skupina križarjev poskušala ponoči z morja zavzeti  majhen grad Kalokaster, vendar so jih ujeli in pobili. Amadej se z njihovo samovoljno akcijo ni strinjal, a je vseeno izvedel povračilno akcijo, v kateri so bili pobiti vsi prebivalci Kalokastra. Pogajanja z Bolgari so se nadaljevala do sredine novembra, potem pa je Amadej, verjetno na vztrajanje carja Šišmana, pred  18. novembrom prekinil obleganje Varne in se umaknil v Nesebăr. V Emoni je pustil posadko svojih vojakov. 23. decembra je car Šišman sporočil Amadeju, da je cesarju dovoljeno oditi iz Vidina v Dobroticino domeno Kaliakro. Grof je v Nesebărju prezimil in ga čakal in v mestu pobiral davke vseh vrst. V začetku januarja 1367 je preselil svoj dvor čez zaliv v Sozopol, kamor je cesar končno prispel 28. januarja 1367, ne da bi se ustavil v Kaliakri.

### Okolica Konstantinopla
Bizantinski cesar je križarjem obljubil pokritje stroškov njihove ekspedicije v Bolgarijo v zameno za osvojena mesta. Amadej je odšel v Nesebăr, da bi nadziral zadnje priprave za odhod, vključno z odkupnino za vse njegove može, ki so bili takrat ujetniki v bolgarskih zaporih. Do 9. aprila so bile vse priprave končane in križarji so se vrnili v Konstantinopel. Cesar je tam svojemu bratrancu priredil veličasten sprejem  in privolil v plačilo 15.000 florinov za stroške pohoda, vendar jih je izplačal le okoli 10.000.
Amadej je nameraval nadaljevati vojno proti Osmanom, vendar zanjo ni imel dovolj sredstev. 14. maja 1367 je kjub temu zavzel turški grad Eneakozija na severni obali Marmarskega morja, verjetno v okolici sedanjega Küçükçekmeceja. Zatem je na hitro odplul na sever branit Sozopol, ki so ga napadli Osmani, sicer pa je bila aprila in maja  njegova glavna skrb poplačilo ladjarjev in zbiranje sredstev za pot domov.

## Potovanje domov
V preostalem času bivanja v Konstantinoplu si je Amadej brezuspešno prizadeval doseči spravo med vzhodno in zahodno Cerkvijo. Iz spoštovanja do Grkov je latinskega patriarha Konstantinopla Pavla namestil v Galipoliju in ne v Konstantinoplu. Pavel je 9. junija 1367 zapustil Konstantinopel in skupaj s križarji odpotoval v Italijo. 
Savojski grof je potoval na krovu nove galeje, ki jo Giovanni di Conte kupil v Peri. 13. in 14. junija so križarji prispeli v Galipoli, kjer je Amadej poplačal garnizijo in predal mesto in citadelo Bizantincem. Do 16. junija je flota dosegla Tenedos. Med 20. in 22. junijem je bil Amadej v Halkidi. Tam   je mnogo križarjev zapustilo Amadejevo vojsko, da bi se pod Petrom I. Ciprskim borili proti nevernikom (in malo manj proti razkolniškim bratom v veri). Križarji, ki so se vračali v Italijo, so se ustavili v Modonu in Klarenciji in 10. julija pripluli na Krf.  Teden dni kasneje so se ustavili v Dubrovniku in 29. julija pristali v Benetkah. Novice o njihovih zmagah so prišle v Benetke že pred njimi.
Amadej je ostal v palači Carraresi v Benetkah pet tednov. Poplačeval je dolgove, dajal darila v zahvalo cerkvam in najel posojilo 8.872 dukatov od Bartolomeja Michaelisa in 10.346 od Federiga Cornara. 23.–26. avgusta je obiskal je Treviso zaradi nekih praznovanj, katerih pomen ni jasen. Da bi izpolnil svoje zaobljube, je moral odpeljati poslanike cesarja Ivana V. v Rim. S papežem Urbanom se je srečal v Viterbu in mu predstavil bizantinske odposlance in nato skupaj z njim odpotoval v Rim. Urban je bil prvi papež, ki je po letu 1305 vstopil v Rim. Amadej se je iz Rima odpravil domov. Na poti so ga povsod častili kot zmagovitega križarja.

## Izguba Emone in Galipolija
Amadej je prepustil Emono svojemu nezakonskemu sinu Antoineu starejšemu z majhno garnizijo vojakov. Po besedah savojskih kronistov Jehana Serviona in Jeana d'Oronville Cabareta so meščani Savojce prevarali z lažno prijaznostjo in potem Antoineu postavili zasedo in ga ujeli. Antoine naj bi bil do smrti v bolgarskem zaporu. Čeprav to poročilo ni potrjeno v drugih primarnih virih,  je gotovo, da so Bolgari osvojili Emono in da se ni Antoine starejši po križarski vojni nikoli več pojavil v očetovih zakladniških računih.
Galipolija Osmani niso osvojili. Po treh letih državljanske vojne med Ivanom V. in njegovim sinom Andronikom IV., je Ivan V. Galipoli izročil Osmanom kot plačilo za njihovo  podporo. Po desetih letih krščanske okupacije je Galipoli pozimi 1376–1377 zasedel sultan Murat I.